# 1288
Il 1288 (MCCLXXXVIII in numeri romani) è un anno bisestile del XIII secolo.

## Eventi
- 5 giugno - Battaglia di Worringen, il Brabante conquista il Limburgo.
- 26 giugno - A Pieve al Toppo, presso Civitella in Val di Chiana (AR), i ghibellini aretini sconfiggono i guelfi senesi nella battaglia delle Giostre del Toppo
- Il Conte Ugolino della Gherardesca, podestà di Pisa, viene imprigionato nella torre della Muda dall'arcivescovo Ruggieri degli Ubaldini attraverso l'aiuto di alcune importanti famiglie pisane (Orlandi, Gualandi, Sismondi, Lanfranchi e Ripafratta).
- Modena e Reggio Emilia entrano a far parte, come vicariato Imperiale, dei dominii dei duchi d'Este, che fino ad allora possedevano solo Ferrara e circondario, concessi in vicariato dal Papa nel 1240.
- A Bologna vengono emanati degli statuti che vietano di gettare immondizia e acque sudicie nelle strade pubbliche e di farvi scorrazzare scrofe e maiali.

## Nati
- 5 aprile - Go-Fushimi, imperatore giapponese († 1336)
- 1º settembre - Elisabetta Richeza di Polonia, nobile polacca († 1335)
- 1º novembre - Ivan I di Russia, principe russo († 1340)
- 26 novembre - Go-Daigo, imperatore giapponese († 1339)
- Giovanni di Beaumont, nobile olandese († 1356)
- Filippo di Maiorca, principe († 1340)
- Gerlach I di Nassau-Wiesbaden, conte tedesco († 1361)
- Gerson ben Solomon Catalan, teologo e scrittore francese († 1344)
- Levi ben Gershon, filosofo, astronomo e matematico francese († 1344)
- Ulrico II di Hanau, nobile tedesco († 1346)
- Guglielmo di Occam, teologo, filosofo e francescano inglese († 1347)
- Lorenzo Rusio, veterinario italiano († 1347)
- Contessa Tagliapietra, nobildonna italiana († 1308)
- Stefano Visconti, nobile italiano († 1327)
- Bianca di Borgogna, contessa († 1348)

## Morti
- 3 febbraio - Amedeo I di Neuchâtel, nobile svizzero (n. 1250)
- 15 febbraio - Enrico III di Meißen, nobile tedesco (n. 1215)
- 24 aprile - Gertrude di Babenberg, nobile austriaca (n. 1226)
- 5 giugno - Enrico VI di Lussemburgo, conte
- 26 giugno - Lano da Siena
- 2 agosto - Alice di Bretagna, nobildonna francese (n. 1243)
- 24 agosto - Bruno von Kirchberg, vescovo cattolico tedesco
- 30 settembre - Leszek II di Polonia, principe polacco (n. 1241)
- 11 novembre - Beatrice di Brabante, nobile tedesca (n. 1225)
- 19 novembre - Rodolfo I di Baden (n. 1230)
- 17 dicembre - Ibn al-Nafīs, medico arabo (n. 1213)
- Adam de la Halle, compositore, scrittore e poeta francese
- Marco Badoer, militare, politico e diplomatico italiano
- Giovanni dei Bonacolsi, politico italiano
- Agnese di Borbone-Dampierre, contessa (n. 1237)
- Alberto da Casalodi, politico italiano
- Jordan IV de L'Isle-Jourdain, trovatore francese (n. 1224)
- Raoul V Le Flamenc, militare francese
- Salimbene de Adam, religioso, storico e scrittore italiano (n. 1221)
- Alberto Piccardo della Scala, nobile italiano

## Calendario
| Calendario 1288 | Calendario 1288 | Calendario 1288 | Calendario 1288 | Calendario 1288 | Calendario 1288 | Calendario 1288 | Calendario 1288 | Calendario 1288 | Calendario 1288 | Calendario 1288 | Calendario 1288 | Calendario 1288 | Calendario 1288 | Calendario 1288 | Calendario 1288 | Calendario 1288 | Calendario 1288 | Calendario 1288 | Calendario 1288 | Calendario 1288 | Calendario 1288 | Calendario 1288 | Calendario 1288 | Calendario 1288 | Calendario 1288 | Calendario 1288 | Calendario 1288 | Calendario 1288 | Calendario 1288 | Calendario 1288 | Calendario 1288 | Calendario 1288 |
| --------------- | --------------- | --------------- | --------------- | --------------- | --------------- | --------------- | --------------- | --------------- | --------------- | --------------- | --------------- | --------------- | --------------- | --------------- | --------------- | --------------- | --------------- | --------------- | --------------- | --------------- | --------------- | --------------- | --------------- | --------------- | --------------- | --------------- | --------------- | --------------- | --------------- | --------------- | --------------- | --------------- |
|                 | 1               | 2               | 3               | 4               | 5               | 6               | 7               | 8               | 9               | 10              | 11              | 12              | 13              | 14              | 15              | 16              | 17              | 18              | 19              | 20              | 21              | 22              | 23              | 24              | 25              | 26              | 27              | 28              | 29              | 30              | 31              |                 |
| Gennaio         | Gi              | Ve              | Sa              | Do              | Lu              | Ma              | Me              | Gi              | Ve              | Sa              | Do              | Lu              | Ma              | Me              | Gi              | Ve              | Sa              | Do              | Lu              | Ma              | Me              | Gi              | Ve              | Sa              | Do              | Lu              | Ma              | Me              | Gi              | Ve              | Sa              |                 |
| Febbraio        | Do              | Lu              | Ma              | Me              | Gi              | Ve              | Sa              | Do              | Lu              | Ma              | Me              | Gi              | Ve              | Sa              | Do              | Lu              | Ma              | Me              | Gi              | Ve              | Sa              | Do              | Lu              | Ma              | Me              | Gi              | Ve              | Sa              | Do              |                 |                 |                 |
| Marzo           | Lu              | Ma              | Me              | Gi              | Ve              | Sa              | Do              | Lu              | Ma              | Me              | Gi              | Ve              | Sa              | Do              | Lu              | Ma              | Me              | Gi              | Ve              | Sa              | Do              | Lu              | Ma              | Me              | Gi              | Ve              | Sa              | Do              | Lu              | Ma              | Me              |                 |
| Aprile          | Gi              | Ve              | Sa              | Do              | Lu              | Ma              | Me              | Gi              | Ve              | Sa              | Do              | Lu              | Ma              | Me              | Gi              | Ve              | Sa              | Do              | Lu              | Ma              | Me              | Gi              | Ve              | Sa              | Do              | Lu              | Ma              | Me              | Gi              | Ve              |                 |                 |
| Maggio          | Sa              | Do              | Lu              | Ma              | Me              | Gi              | Ve              | Sa              | Do              | Lu              | Ma              | Me              | Gi              | Ve              | Sa              | Do              | Lu              | Ma              | Me              | Gi              | Ve              | Sa              | Do              | Lu              | Ma              | Me              | Gi              | Ve              | Sa              | Do              | Lu              |                 |
| Giugno          | Ma              | Me              | Gi              | Ve              | Sa              | Do              | Lu              | Ma              | Me              | Gi              | Ve              | Sa              | Do              | Lu              | Ma              | Me              | Gi              | Ve              | Sa              | Do              | Lu              | Ma              | Me              | Gi              | Ve              | Sa              | Do              | Lu              | Ma              | Me              |                 |                 |
| Luglio          | Gi              | Ve              | Sa              | Do              | Lu              | Ma              | Me              | Gi              | Ve              | Sa              | Do              | Lu              | Ma              | Me              | Gi              | Ve              | Sa              | Do              | Lu              | Ma              | Me              | Gi              | Ve              | Sa              | Do              | Lu              | Ma              | Me              | Gi              | Ve              | Sa              |                 |
| Agosto          | Do              | Lu              | Ma              | Me              | Gi              | Ve              | Sa              | Do              | Lu              | Ma              | Me              | Gi              | Ve              | Sa              | Do              | Lu              | Ma              | Me              | Gi              | Ve              | Sa              | Do              | Lu              | Ma              | Me              | Gi              | Ve              | Sa              | Do              | Lu              | Ma              |                 |
| Settembre       | Me              | Gi              | Ve              | Sa              | Do              | Lu              | Ma              | Me              | Gi              | Ve              | Sa              | Do              | Lu              | Ma              | Me              | Gi              | Ve              | Sa              | Do              | Lu              | Ma              | Me              | Gi              | Ve              | Sa              | Do              | Lu              | Ma              | Me              | Gi              |                 |                 |
| Ottobre         | Ve              | Sa              | Do              | Lu              | Ma              | Me              | Gi              | Ve              | Sa              | Do              | Lu              | Ma              | Me              | Gi              | Ve              | Sa              | Do              | Lu              | Ma              | Me              | Gi              | Ve              | Sa              | Do              | Lu              | Ma              | Me              | Gi              | Ve              | Sa              | Do              |                 |
| Novembre        | Lu              | Ma              | Me              | Gi              | Ve              | Sa              | Do              | Lu              | Ma              | Me              | Gi              | Ve              | Sa              | Do              | Lu              | Ma              | Me              | Gi              | Ve              | Sa              | Do              | Lu              | Ma              | Me              | Gi              | Ve              | Sa              | Do              | Lu              | Ma              |                 |                 |
| Dicembre        | Me              | Gi              | Ve              | Sa              | Do              | Lu              | Ma              | Me              | Gi              | Ve              | Sa              | Do              | Lu              | Ma              | Me              | Gi              | Ve              | Sa              | Do              | Lu              | Ma              | Me              | Gi              | Ve              | Sa              | Do              | Lu              | Ma              | Me              | Gi              | Ve              |                 |